# Francesc Vidal Burdils
Francesc Vidal Burdils (Felanitx, 1901 - Barcelona, 31 de març de 1955) fou un advocat i economista mallorquí.
El 1923 es llicencià en Dret a la Universitat de Barcelona. Fundà, el gener de 1928, la revista La Nostra Terra i la dirigí fins a l'abril de 1928, quan es traslladà a viure a Barcelona i fou substituït per Antoni Salvà Ripoll. Passà a treballar a una empresa d'electricitat de Barcelona. Va fer la descripció general del llibre Mallorca (1936), editat per l'Institut d'Estudis Catalans. Va ser professor de mercat i publicitat de la Institució d'Estudis Comercials de Barcelona. És autor de nombrosos estudis sobre energia elèctrica. Va ser soci de mèrit de la Societat Econòmica Barcelonesa d'Amics del País.
| « | Segons Francesc Vidal i Burdils, al 1936 es podia afirmar que Mallorca és una “illa d'or per la riquesa dels seus conreus i, així mateix, per la seva activitat industrial”. Així, “l'ametlla de Mallorca és exportada principalment a Anglaterra, França, Bèlgica, Amèrica del Nord i Països Escandinaus”. En valor, uns 30 milions de pessetes. (Segons C. Pi Sunyer, les importants exportacions catalanes d'ametlles eren de 22 milions). La indústria (calçat, vidre, perles, confecció, turística) també era important. | » |

## Obres
- Economia eléctrica de España (1941)
- Análisis científico de mercados (1943)
- Desarrollo de la industria eléctrica española (1949)
- Las lámparas fluorescentes y su factor de potencia (1951)
- Política agraria y electrificación rural (1951)